# Haarlem (Zuid-Afrika)
Haarlem is een dorp met 2400 inwoners, in de Zuid-Afrikaanse provincie West-Kaap. Haarlem behoort tot de gemeente George dat onderdeel van het district Tuinroute is. Het dorp ligt in de vallei Langkloof.

## Subplaatsen
Het nationaal instituut voor de statistiek, Stats SA, deelt sinds de census 2011 deze hoofdplaats in in zogenaamde subplaatsen (sub place), c.q. slechts één subplaats:
Haarlem SP.